# 北四國
北四國指的是四国4縣中的香川縣與愛媛縣的統稱。與南四國相對，德島縣與高知縣被稱為南四國。
北四國與南四國的界限常被誤解為四國山地。事實上四国山地是高知縣與愛媛縣・德島縣的分割。德島縣與香川縣之間由標高較低的讚岐山脈分隔。